# Guarniero I della marca orientale
Guarniero I, in tedesco Werner, in latino Warnharius, (760/765 – Aquisgrana, 814) fu conte, missus dominicus e prefetto (marchese) della marca Orientale dall'802-803 all'806. Egli è reputato l'antenato della dinastia salica (vedi Tavole genealogiche della dinastia salica).

## Biografia
Egli era il figlio di Lamberto e Teutberga, egli apparteneva alla dinastia dei Guidonidi, originari dell'Austrasia. Aveva due fratelli, Guido, conte di Nantes e marchese delle marche di Bretagna, e Rodoaldo (Hrodoald).
Fu un fondatore dei monasteri di Hornbach e Mettlach (Bliesgau) e un comproprietario di Hornbach.
La fondazione del khanato avaro nell'805, da lui retto come prefetto (marchese), avvenne probabilmente durante il mandato di Guarniero.
Deteneva proprietà a Lobdengau, Oberrheingau e Wormsgau. Le seguenti donazioni all'abbazia di Lorsch sono note grazie al codice di Lorsch:
- Documento 801 del 2 aprile 767 a Dielheim vicino a Wiesloch, Heidelberg (Lobdengau);
- Documento 214 del 18 maggio 785 a Pfungstadt vicino a Darmstadt (Oberrheingau);
- Documento 472 dell'8 luglio 792 a Ilvesheim vicino a Mannheim e Neuenheim vicino a Heidelberg (Lobdengau);
- Documento 1003 del 21 ottobre 812 a Rheindürkheim vicino a Worms (Wormsgau).

Sua moglie si chiamava Engiltrude ed era la figlia del conte Eberardo (della dinastia dei Sigeardingi) e di Adeltrute, che diede quattro possedimenti di Ibersheim all'abbazia di Lorsch:
- Documento 1403 del 1 giugno 770, un vigneto;
- Documento 1489 del 770/771, due vigneti e un morgen di terreno;
- Documento 1478 del 12 giugno 772, cinque piantagioni di vite;
- Documento 1488 dell'8 giugno 778, tre vigne.

Dopo la morte di Carlo Magno, Guarniero I e suo nipote Lantperto furono mandati ad Aquisgrana «per ripulire» il palazzo imperiale dagli «elementi ingiusti» per conto di Ludovico il Pio. Ci fu un sanguinoso conflitto nel corso del quale Guarniero fu ucciso.
Gli successe come prefetto (margravio) Albrih, e questo da Gotafrido.

## Famiglia e figli
Sposò Engiltrude, figlia del conte Eberardo (della dinastia dei Sigeardingi) e di Adeltrute. Essi ebbero:
- Erardo (Herard);
- Willigard;
- Guarniero II[4];
- Nanther[5].

Forse una figlia sposò Wago della stirpe degli Ahalolfingi.